# Crisi di Monte del Tempio del 2017
La crisi di Monte del Tempio del 2017 fu un periodo di violente tensioni legate al Monte del Tempio, iniziato il 14 luglio 2017, dopo una sparatoria nel complesso in cui uomini armati palestinesi uccisero 2 agenti di polizia israeliani, venendo poi uccisi a loro volta. In una dimostrazione di sostegno agli attentatori, circa 10.000 persone hanno marciato durante il processo funebre a Umm al-Fahm, lodando l'attentato e definendo gli attentatori eroi. A seguito dell'attentato, le autorità israeliane installarono cercametalli all'ingresso del Monte e ciò causò grandi proteste da parte dei palestinesi, suscitando dure critiche dai leader palestinesi (tra cui il presidente Mahmūd Abbās, che incoraggiò i palestinesi alle proteste violente), dalla Lega araba e da altri leader musulmani. Il Waqf islamico di Gerusalemme invitò i musulmani a pregare fuori dal Monte del Tempio e a non entrare nel complesso della moschea fino a quando i metal detector non fossero stati rimossi.
Durante i giorni di tensione, avvennero numerosi attentati da parte di militanti palestinesi contro civili e militari israeliani, tra cui il massacro di Halamish, in cui un 19enne palestinese uccise 3 civili israeliani e l'attacco di Petah Tiqwa, in cui un arabo israeliano fu accoltellato da un palestinese di Qalqilya, in un sospetto atto di terrorismo. Inoltre, il 23 luglio un uomo della Giordania accoltellò una guardia israeliana all'ambasciata israeliana ad Amman, in Giordania.

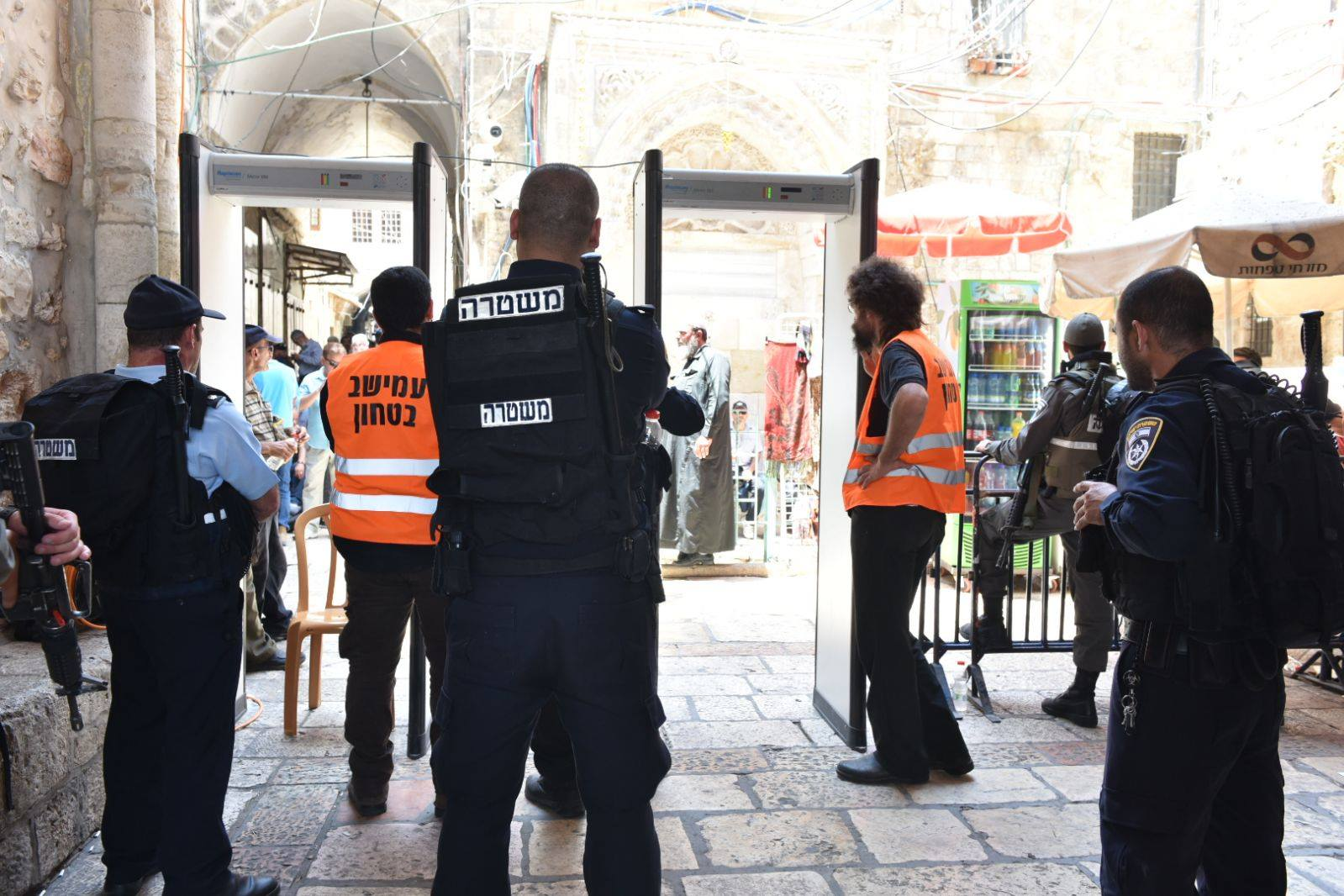
Cercametalli al Monte del Tempio.

 Il 25 luglio il governo israeliano votò per rimuovere i cercametalli e sostituirli con altre misure di sorveglianza. Tuttavia, gli attivisti palestinesi decisero di continuare a protestare, sostenendo che le telecamere avrebbero rappresentato un grado di controllo maggiore rispetto ai cercametalli. Il 27 luglio, Israele rimosse le nuove misure di sicurezza dal Monte, il che portò il Waqf a dire ai musulmani che potevano tornare a pregare all'interno del complesso. Quasi subito dopo il ritorno dei fedeli sul sito, scoppiarono scontri tra i fedeli e le forze di sicurezza israeliane con i fedeli che lanciavano pietre e le forze di sicurezza che rispondevano con gas lacrimogeni e granate stordenti. Vi fu oltre un centinaio di feriti. Il 28 luglio, inoltre, si verificarono scontri tra i palestinesi e le IDF anche a Betlemme, Nablus, Qalqilya, Hebron, Kafr Qadum, alla Tomba di Rachele e al confine con la Striscia di Gaza, con un palestinese morto e decine di feriti.
In 11 giorni, 11 persone morirono a causa della crisi.